# Gowhar (ort)
Gowhar (persiska: گوهر, كُخَر) är en ort i Iran.   Den ligger i provinsen Zanjan, i den nordvästra delen av landet, 280 km nordväst om huvudstaden Teheran. Gowhar ligger 754 meter över havet och antalet invånare är 741.
Terrängen runt Gowhar är kuperad åt nordost, men åt sydväst är den bergig.Runt Gowhar är det ganska glesbefolkat, med 47 invånare per kvadratkilometer. Närmaste större samhälle är Chavarzaq, 6,4 km öster om Gowhar. Trakten runt Gowhar består i huvudsak av gräsmarker.